# 火神庙 (湟源县)
火神庙，位于中国青海省湟源县城关镇万丰街，为青海省市县级文物保护单位，公布日期为2000年10月18日，类型为古建筑。
火神庙的历史年代为清。